# Bagajewka
Bagajewka (ros. Багаевка) – wieś (sieło) w Rosji, w obwodzie saratowskim, w rejonie saratowskim. W 2021 liczyła 1604 mieszkańców.